# لويكيميا قاعدية حادة
في تخصص أمراض الدم والأورام، اللويكميا القاعدية الحادة أو ابيضاض الخلايا القاعدية الحاد هو شكل نادر من اللوكيميا النخاعية الحادة حيث تكون الخلايا الارومية مصحوبة بخلايا قاعدية غير طبيعية في جميع مراحل التمايز. من المرجح أن يتم تصنيفها على أنها M0 دون تأكيد مجهري إلكتروني للسلالة القاعدية.